# Interestatal 26
La Interestatal 26 (abreviada I-26) es una autopista interestatal de trazado este-oeste ubicada en los Estados Unidos, cruza  los estados de Tennessee, Carolina del Norte  y Carolina del Sur. La autopista inicia en el Oeste en el cruce de la US 11W y la US 23  en Kingsport TN, sigue hacia el sureste y finaliza en la US 17 en Charleston SC. La parte entre Mars Hill y Asheville en Carolina del Norte está señalada como "FUTURE I-26" ya que la autopista todavía no cumple con todos los estándares exigidos en una carretera interestatal. Tiene una longitud de 562 km (349mi).

## Largo de la ruta
| Km. | Estado             |  |  |
|     |                    |  |  |
| 89  | Tennessee          |  |  |
| 114 | Carolina del Norte |  |  |
| 355 | Carolina del Sur   |  |  |
|     |                    |  |  |
| 558 | Total              |  |  |

## Mayores intersecciones
La carretera I-26 cruza principalmente las siguientes autopistas:
- I-81  en Kingsport, TN
- I-40 en Asheville, NC
- US 25 en Henderson, NC
- US 74 en Columbus, NC
- I-85 cerca de Spartanburg, SC
- I-385 cerca de Laurens, SC
- I-20 cerca de Columbia, SC
- I-77 cerca de Columbia, SC
- I-95 cerca de Rosinville, SC